# Teriitaria II
Teriitaria Tamatoa ou Teriitaria II (ou Teri'itari'a II), aussi connue sous les noms de Pōmare Vahine et Ari'ipaea Vahine, née vers 1790 et morte en 1858 à 68 ans, est reine consort puis reine régente de Tahiti. Elle règne également en tant que reine de Huahine et de Maiao.
Teriitaria prend part à plusieurs batailles pour consolider le pouvoir du royaume dans l'archipel de la Société. Elle est reine régente pour son neveu Pōmare III et sa nièce Pōmare IV.
Elle accompagne Pōmare IV, en exil à Raiatea pendant la guerre franco-tahitienne (1844-1847). Teriitaria repousse une force d'invasion française à la bataille de Maeva en 1846, ce qui garantit l'indépendance des îles Sous-le-Vent. Elle est destituée le 26 décembre 1851 par les gouverneurs, la noblesse et le peuple de Huahine et remplacée par Ari'imate Teurura'i. Elle est ensuite bannie de l'île le 18 mars 1854 pour avoir troublé le nouveau gouvernement. Elle meurt en 1858 à Papeete, Tahiti.

## Biographie

### Jeunesse et famille
En 1768, les îles de Raiatea et Tahaa sont conquises par le chef guerrier Puni de Faanui sur l'île de Bora-Bora, puis gouvernées par son neveu Tapoa Ier jusqu'à la fin du XVIIIe siècle. La famille Tamatoa, à laquelle appartient Teriitaria, a perdu tout pouvoir séculaire et a été déplacée pendant un demi-siècle à Raiatea,,. Ainsi, la famille Tamatoa réside à Huahine où le chef U'uru (en) s'est réfugié lors de la conquête de Puni,. La lignée Tamatoa de Raiatea est traditionnellement considérée comme l'une des lignées de chefs les plus élevées. Elle est liée par le mariage et l'adoption aux chefs héréditaires des autres îles de la Société : Tahiti, Moorea, Huahine, Maiao, Tahaa, Bora-Bora et Maupiti.
Raiatea et le complexe du Marae de Taputapuātea sont considérés comme le centre religieux de la Polynésie orientale et le lieu de naissance du culte de la divinité de la guerre, Oro,.
Teriitaria naît vers 1790, fille aînée de la famille, elle a un statut particulier car la société tahitienne est organisée en matrilignage et les titres traditionnels sont transmis par les filles aînées. Son père est le fils de U'uru, Tamatoa III, Ariʻi rahi (roi) de Raiatea,. La classe des ariʻi est la caste dirigeante de la société tahitienne, avec des pouvoirs à la fois séculiers et religieux. Sa mère, Tura'iari'i Ehevahine, est la fille de la reine Tehaʻapapa I de Huahine, qui régnait lorsque le capitaine James Cook visita les îles de la Société dans le cadre de son premier voyage en 1769.
Elle a trois frères dont Moeore Teriitinorua Teariinohorai qui deviendra Tamatoa IV et quatre sœurs dont Teriʻitoʻoterai Teremoemoe et Teihotu Ta'avea. Teri'itari'a partage son nom avec son demi-oncle, le roi Teri'itari'a I, qui règne sur Huahine lorsque Cook ramène l'explorateur tahitien Omai d'Europe dans les îles lors de son troisième voyage en 1777,.
Les noms tahitiens sont enracinés dans les terres et les titres. En langue tahitienne, Teri'i est une contraction de Te Ari'i, qui signifie "souverain" ou "chef". Le nom Teriitaria se traduit littéralement par "Souverain porté". Ari'ipaea (nom qu'elle adoptera plus tard) signifie "Souverain réservé" ou "Souverain élu", tandis que Pōmare (nom qu'elle portera plus tard, à la suite de son mariage) signifie "tousseur de nuit", Vahine signifiant "femme",.

### Mariage avec Pōmare II

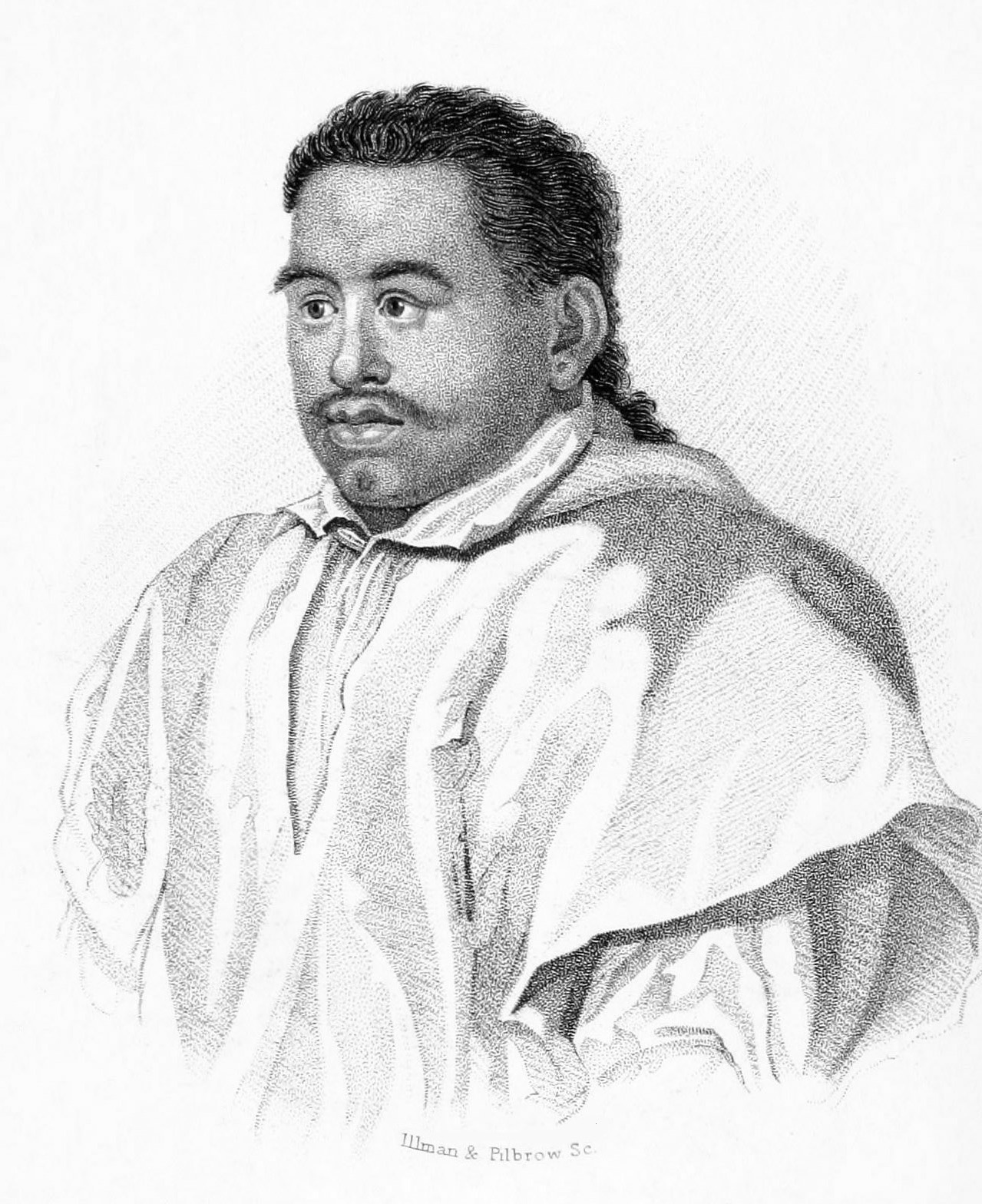
Pōmare II, roi de Tahiti par R. Hicks (v. 1774 - 7 décembre 1821).

À la fin des années 1700 et au début des années 1800, Pōmare Ier établi le royaume de Tahiti grâce à la consolidation des titres traditionnels et à l'avantage militaire des armes occidentales fournies par les explorateurs et les commerçants tels que le capitaine Cook. Des missionnaires protestants de la London Missionary Society (LMS) s'installent dans la baie de Matavai à Tahiti en 1797 sous la protection de Pōmare I, bien qu'il ne se soit pas officiellement converti à la nouvelle foi,. Son successeur, Pōmare II voit cet héritage s'effriter en raison de rivalités internes entre la famille Pōmare et d'autres familles de chefs et de la crainte d'une influence étrangère subvertissant la mythologie et les dieux tahitiens. En 1808, les chefs de district de Tahiti s'étaient révoltés, avaient expulsé les missionnaires et s'étaient débarrassés du pouvoir de la famille Pōmare. Pōmare II et ses partisans s'exilent dans ses possessions territoriales sur l'île voisine de Moorea après la défaite de son parti de guerre en décembre 1808,.

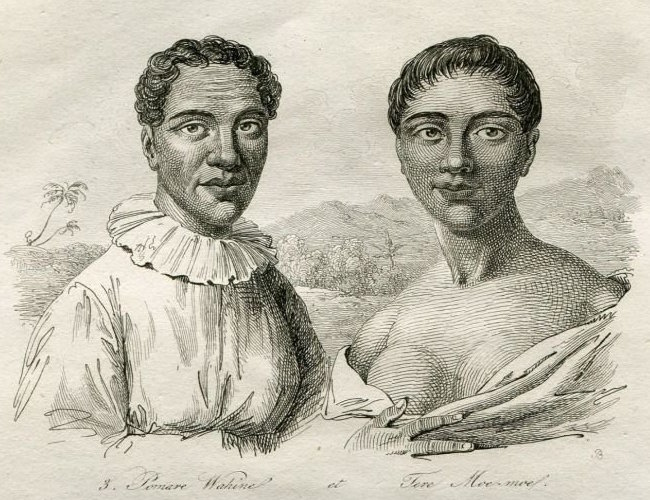
Pomare Vahine et Teremoe-moe, publié en 1834.

L'union de Pōmare II avec sa première épouse Tetua reste sans enfant car tous deux sont adeptes des Arioi (en), un ordre religieux qui vénère 'Oro et pratique l'infanticide. Tetua meurt des suites d'un avortement en 1806,,. Vers novembre 1808, Itia, la mère de Pōmare II, cherche à cimenter une alliance entre la dynastie des Pōmare et la lignée établie des Tamatoa de Raiatea. L'alliance est également importante d'un point de vue stratégique pour le roi en exil, qui a besoin d'une aide militaire pour reconquérir Tahiti,. On dit que le navire transportant Teriitaria débarque sur Moorea un peu après celui transportant sa jeune sœur Teriʻitoʻoterai Teremoemoe et que Pōmare II tombe amoureux de la jeune sœur. Teriitaria est décrite comme ayant des traits moins féminins que sa jeune sœur, belle et élégante. Ne pouvant rejeter la sœur aînée par crainte d'un casus belli avec Tamatoa III, il épouse les deux sœurs vers 1809,. Dans certaines sources, le mariage est spécifiquement daté du 8 novembre 1811,. Pōmare II préfère sa sœur cadette, mais Teri'itari'a reçoit le statut de reine et le titre honorifique de Pōmare Vahine,. La grand-mère de Pōmare II, Tetupaia i Hauiri, est également issue de la lignée des Raiatea, ce qui fait de lui le cousin germain de ses deux épouses,.
Le missionnaire britannique John Davies décrit les circonstances du mariage et la façon dont Teriitaria reste à Huahine et n'a été amenée à Tahiti et Moorea qu'en 1814-1815,.

« Le roi Pomare avait épousé Terito, deuxième fille de Tamatoa, chef de Raiatea. Sa première fille Teriitaria avait été destinée à Pomare, et avait donc été appelée Pomare Vahine, mais leur père (à la grande déception de sa fille aînée) a jugé bon de marier sa seconde fille à Pomare, et à cette fin il l'a fait emmener à Tahiti, tandis que l'autre a été laissée à Huahine. »

Le mariage de Teriitaria avec Pōmare II reste sans enfant. Sa sœur Teremoemoe a trois enfants avec lui, dont : Aimata (1813-1877), qui régna sous le nom de reine Pōmare IV de 1827 à 1877, Teinaiti (1817-1818), qui mourut jeune, et Teriitaria (1820-1827), du nom de sa tante, qui régna sous le nom de Pōmare III de 1821 à 1827,. Teriitaria est considérée comme la mère adoptive du jeune Pōmare III.

### Batailles pour le christianisme
En exil, Pōmare II commence à s'appuyer davantage sur les missionnaires chrétiens qui sont restés, James Hayward et Henry Nott. Les autres missionnaires ont fui vers la Nouvelle-Galles du Sud après la défaite du roi tahitien en 1808, mais Pōmare II leur demanda de revenir en 1811. L'année suivante, il annonce publiquement sa conversion au christianisme,. Contrairement à son père, Pōmare II n'est pas un guerrier, et il laisse à ses épouses le soin de mener des campagnes. Teriitaria soutient les armées de son mari lors de la reconquête de Tahiti et de sa christianisation. Décrite comme une reine amazone, elle est une femme énergique et courageuse qui mène personnellement les guerriers au combat,.
En mai 1815, Teriitaria et Teremoemoe se rendent dans le district de Pīraè où la fille de Teremoemoe, Aimata (née en 1813), réside avec sa nourrice. Les chrétiens indigènes (appelés "Bure Atua" ou Prières de Dieu) se réinstallent dans la région. Les deux femmes ont l'intention de visiter Tahiti, puisque c'est la première fois que Teriitaria se rend sur l'île,, mais dans les Mémoires d'Arii Taimai Henry Adams affirme qu'elles ont l'intention de procéder à "leur arrangement pour le renversement des chefs indigènes". Les chefs de Pīraè, Hapaiano et Matavai, qui adhèrent à la religion traditionnelle, forment une alliance avec les ennemis de Pōmare, dont le chef d'Atehuru et Opuhara, chef de Paparā et membre du clan rival des Teva. Ils complotent pour détruire le parti royal et massacrer les récents convertis. Dans la nuit du 7 juillet, Teriitaria et son groupe échappent de justesse au complot. Ils survivent en grande partie parce qu'Opuhara ou le chef d'Atehuru refusent de faire du mal aux femmes. Ils s'enfuient de nuit dans des pirogues pour regagner Moorea,,,.
En septembre 1815, les forces de Pōmare II reviennent à Pīraè sur Tahiti pour affirmer sa suprématie et reconquérir l'île sur les traditionalistes menés par Opuhara. Teriitaria est à la tête des guerriers chrétiens aux côtés de Mahine, le roi de Huahine et de Maiao. Les deux forces en présence se rencontrent sur le rivage à proximité du marae Utu'aimahurau (ou Nari'i) dans le district de Pa'ea.

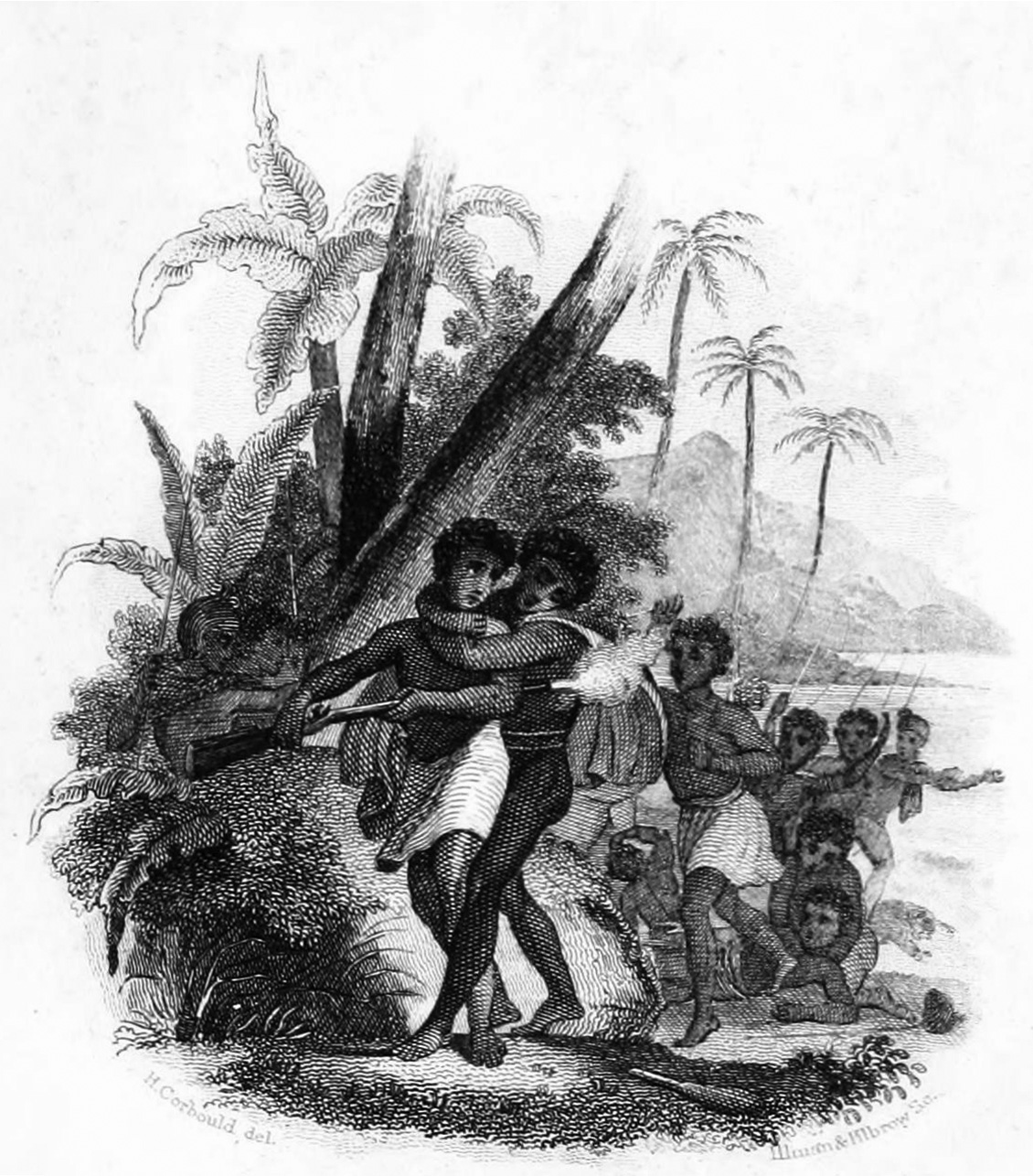
Scène de la bataille de Te Feipī, le 12 novembre 1815. Raveae sauve sa vie des idolâtres et de la mort d'Upufara.

La bataille de Fei pī commence le 11 novembre 1815. Il n’existe pas de récit oculaire de la bataille mais on peut reconstituer le déroulement d'après les récits des missionnaires et certains récits traditionnels reconnus. L'issue de la bataille est décidé lorsque Opuhara est tué au combat par Raveae, un des hommes de Mahine. La faction de Pōmare remporte une victoire décisive et rétablit sa domination sur Tahiti,,. Le missionnaire britannique William Ellis décrit la bataille comme " le jour le plus mouvementé qui se soit encore produit dans l'histoire de Tahiti ", donne une description a posteriori de Mahine et Teriitaria se préparant à la bataille :

« Mahine, le roi de Huahine, et Pomare-vahine, la fille héroïque du roi de Raiatea, avec ceux de leur peuple qui avaient professé le christianisme, se rangèrent en ordre de bataille immédiatement derrière les habitants d'Eimeo [Moorea], formant le corps principal de l'armée. Mahine portait à cette occasion un curieux casque, recouvert à l'extérieur de plaques de cauris ou d'écailles de tigre magnifiquement tachetées, si abondantes dans les îles, et orné d'un panache de plumes d'oiseaux tropicaux ou d'hommes de mer. La sœur de la reine, semblable à une fille de Pallas, grande et plutôt masculine dans sa stature et ses traits, marchait et combattait aux côtés de Mahine, vêtue d'une sorte d'armure, ou de défense, faite de cordes fortement torsadées de romaha, ou lin indigène, et armée d'un mousquet et d'une lance. Elle était soutenue d'un côté par Farefau, son ami fidèle et courageux, qui lui servait d'écuyer ou de champion, tandis que Mahine était soutenue de l'autre côté par Patini, un chef fin, grand et viril, parent de la famille de Mahine. »

— William Ellis
Les tahitiens abandonnent l'ancienne religion et se convertissent massivement au christianisme après la bataille. Le roi sanctionne l'iconoclasme tahitien, détruisant les fondements traditionnels de l'ancienne religion pour les fidèles restants. Les marae sont détruits, les tiki représentant les divinités traditionnelles sont brûlés et la construction de nouvelles églises commence. Il envoie également une collection de dieux de sa famille à la London Missionary Society,,. Teriitaria et Teremoemoe sont déjà converties à la nouvelle foi et figurent sur une liste de convertis récents en décembre 1814,. Dans une lettre de 1817 au missionnaire John Eyre à Parramatta, Pōmare II écrit : « Il y a une grande mortalité en cette saison. Ma femme Tarutaria est très malade. Peut-être va-t-elle mourir. Nous ne connaissons pas la fin de la vie. Seul Dieu la connaît. C'est auprès de lui que se trouve la vie (ou le salut) ». Elle survit à la maladie.
Pōmare II, qui professe la foi depuis 1812, est officiellement baptisé le 16 juillet 1819 à la chapelle de la Mission royale de Papaoa, à Tahiti. Il est le premier tahitien à recevoir le baptême,. Les autres membres de la famille royale sont baptisés le 10 septembre 1820 à la chapelle de la Mission royale de Papaoa en présence d'un millier de personnes. Teriitaria, le fils nouveau-né de Pōmare II, et Teremoemoe sont baptisés par le missionnaire William Crook, tandis que les aînées Teriitaria et Aimata sont baptisées par Nott. Les sœurs adoptent respectivement les noms de Taaroavahine et Taaroamaiturai, bien qu'elles ne semblent pas avoir utilisé régulièrement ces noms. Malgré la cérémonie, Pōmare II, Aimata et l'aînée de Teriitaria n'ont visiblement pas pris part au repas du Seigneur (Eucharistie) car « elles ne semblaient pas encore très pieuses »,,. En 1821, Teriitaria est jugée « plus correcte dans sa conduite et plus aimable dans ses manières » et est autorisée à prendre part à l'Eucharistie. En 1824, les missionnaires de la SLG notent : « Elle est membre de l'église de Papaete [sic], et est considérée comme une femme pieuse ». Cependant, les deux sœurs sont décrites comme des « membres excommuniés de l'église » en 1829 par le missionnaire américain Charles Samuel Stewart.

### Régente de Tahiti
Après la mort de Pōmare II en 1821, Teriitaria, le plus jeune fils de sa sœur Teremoemoe, lui succède comme roi Pōmare III de Tahiti. Âgé d'un an, Pōmare III est placé sous un conseil de régence composé de sa tante Teriitaria, de sa mère Teremoemoe et des cinq principaux chefs de Tahiti,. Le conseil est d'abord dirigé par Manaonao (ou parfois Paiti), un chef qui prend le nom d'Ari'ipaea, avec Teriitaria comme corégente. Après la mort de Manaonao en 1823, Teriitaria prend la tête du conseil de régence,. Certains ont soutenu que Pōmare II avait l'intention de choisir Tati, frère du vaincu Opuhara et chef dirigeant de Paparā, comme régent et tuteur de son fils. Jacques-Antoine Moerenhout, consul de France à Tahiti, affirme plus tard que Pōmare II voulait que Tati lui succède. Cependant, les missionnaires britanniques ignorent cette décision en raison de la nature indépendante de Tati et de la crainte qu'il n'établisse sa propre dynastie,. Pōmare III est couronné lors d'une cérémonie de couronnement de style européen le 21 avril 1824 et est élevé et éduqué sur l'île de Moorea par les missionnaires,.
Le 6 septembre 1826, le commodore Thomas ap Catesby Jones, commandant du sloop de guerre USS Peacock, signe un traité avec la reine régente Teriitaria et Pōmare III. Ce traité établit des relations commerciales entre les États-Unis et Tahiti. Thomas Elley, vice-consul britannique pour les îles de la Société, et les missionnaires britanniques résidents s'y opposent car les britanniques n'ont pas de traité officiel avec Tahiti. Par la suite, les missionnaires découragèrent le gouvernement tahitien de conclure des traités avec d'autres nations,,,,,. Le conseil de régence reste au pouvoir jusqu'à la mort du jeune monarque, emportée par la dysenterie à l'age de 6 ans en 1827,,. Teriitaria continue de régner en tant que régente lorsque sa nièce Aimata accède au trône sous le nom de Pōmare IV,. Son administration est considérée comme économiquement oppressive pour les européens. Elle cherche à monopoliser le commerce des perles, comme Pōmare II avait tenté de le faire avec le commerce du porc, et ignore les actes de piraterie dans les Tuamotu (dépendances de la couronne tahitienne). Elle fixe les prix et les salaires et envoie des agents pour superviser tous les aspects du commerce extérieur, à la consternation des tahitiens et des marchands étrangers. En raison de ces agissements, elle est remplacée comme régente en avril 1828 par Tati. Dans les années 1830, elle prend le titre et le nom d'Ari'ipaea Vahine.
Malgré son retrait de la régence, elle continue d'exercer une influence et un pouvoir considérables et occupe le second rang derrière sa nièce. En février 1832, Teriitaria, avec Tati et d'autres chefs, dirige les forces de la reine Pōmare IV et réprime une rébellion à Taiarapu  menée par un chef local nommé Ta'aviri. La rébellion était soutenue parle mouvement Mamaia, mouvement religieux se développe au sein des congrégations anglicanes, délivrant un message de réconciliation entre le christianisme et les croyances indigènes traditionnelles. Le mouvement Mamaia prophétise la victoire des forces rebelles. Teriitaria commande personnellement ses guerriers, sabre et pistolet à la main. La bataille du 12 février se solde par une défaite décisive des forces rebelles,.

### Dirigeante de Huahine

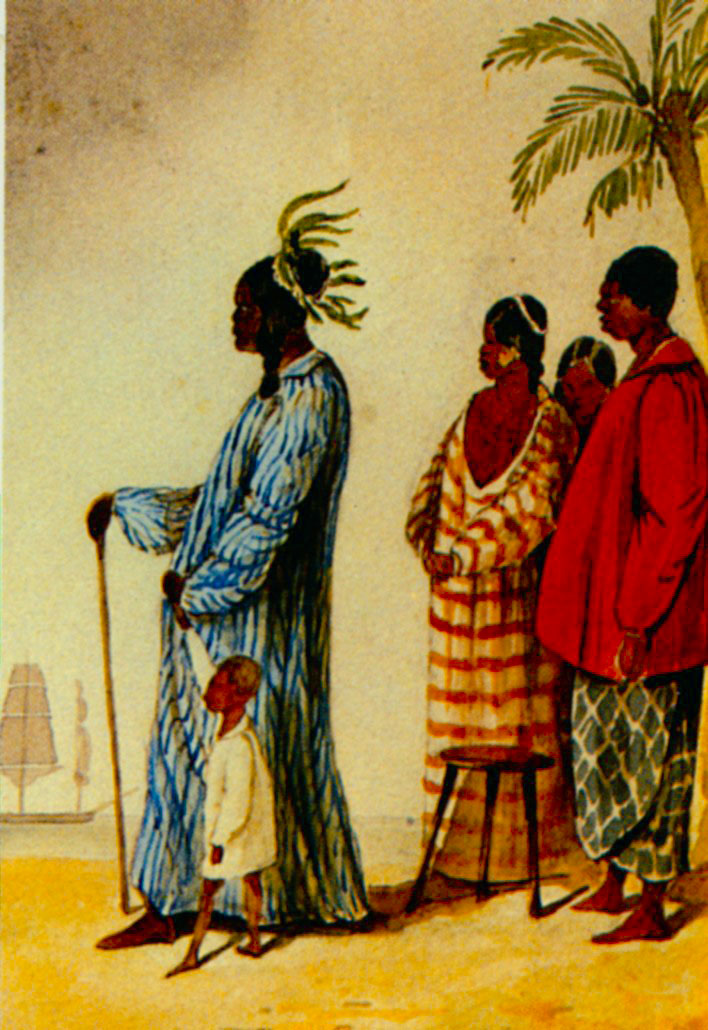
Reine Teriitaria, dessin de H. B. Martin.

En 1815, Teriitaria devient la reine de Huahine et de Maiao. Le précédent souverain, Mahine, a combattu à ses côtés lors de la bataille de Fei pī. Ellis déclare que dans les années 1820, Mahine a officiellement présenté le gouvernement des îles à Teriitaria, tandis qu'il en restait le chef jusqu'à sa mort en 1838. Elle gouverne tout en résidant à Tahiti pendant les premières décennies de son règne. Sa fin de règne coïncide avec la guerre franco-tahitienne. Pōmare IV est destituée en 1843 par le commandant naval français Abel Aubert du Petit-Thouars lors de l'annexion de l'île le 6 novembre 1843. La reine s'exile alors en 1844, se réfugiant d'abord sur un navire anglais, le Basilisk, puis à Raiatea aux îles Sous-le-Vent. De 1844 à 1847, Teriitaria accompagne sa nièce en exil volontaire à Raiatea pour protester contre la prise du trône de Tahiti par les français,.
En 1845, elle contre une tentative des français d'établir un protectorat sur les derniers états indépendants des îles Sous-le-Vent (Bora-Bora, Raiatea et Huahine). Avec le soutien de deux chefs locaux, Haperoa et Teraimano, les français plantent un drapeau français sur le sol de Huahine et menacent de représailles quiconque tentera de l'enlever. Alors qu'elle se trouve à Raiatea, Teriitaria apprend les agissements de son subordonné et rassembla une force de guerriers de Raiatea avant de se rendre à Huahine à bord d'une baleinière. Elle rassemble les troupes et leur demande d'abattre la hampe du drapeau. Elle l'arrache ensuite elle-même avant de renvoyer le drapeau à Armand Joseph Bruat, gouverneur français de Tahiti,.
Une nouvelle tentative de conquête de Huahine est entreprise lorsque le commandant Louis Adolphe Bonard reçoit l'ordre de se rendre sur l'île et d'y faire une démonstration de force. Le 17 janvier 1846, il débarque 400 soldats et marins au port de Fare. Lors de la bataille de Maeva, les forces de Territaria, soutenues par une vingtaine d'européens, tiennent les français à distance pendant deux jours, tuant 18 personnes et en blessant 43, avant qu'ils n'abandonnent la tentative et ne s'éloignent,,. Edward Lucett, marchand britannique et armateur de l'île, note : « La vieille Ariipae, mousquet à la main et avec une demi-douzaine de cartouch [sic] autour de sa taille fine, était là pour encourager son peuple » Cette défaite décisive lève le blocus naval français de Raiatea et oblige les français à évacuer Bora-Bora, libérant ainsi les Îles Sous-le-Vent. Les Français reviennent pour réprimer la guérilla qui se poursuit à Tahiti,,.
Bien que la Grande-Bretagne ne soit jamais intervenue militairement, l'officier de marine britannique Henry Byam Martin (en), commandant du HMS Grampus, est envoyé aux îles de la Société pour espionner le conflit. Son récit des derniers mois du conflit est consigné dans The Polynesian Journal of Captain Henry Byam Martin, R.N. Marin. Il obtient une audience avec la reine guerrière âgée à Fare le 21 avril 1847, où elle lui dit que « je résisterais au drapeau français jusqu'à la fin ». Voici un extrait de l'impression de Martin à propos de la reine :

« J'ai atterri dans la demeure d'Ariipuia la Reine - car un toit reposant sur des poteaux sans aucun mur peut difficilement être appelé une maison. J'avais beaucoup entendu parler de cette dame, qui était le type d'amazone le plus parfait du monde connu. On raconte beaucoup de belles histoires sur elle lors des guerres de l'île, où elle était toujours à la tête de son peuple et où, lorsque leur courage faiblissait, elle saisissait un mousquet, les dénonçait comme des lâches et, grâce à ses prouesses et à son exemple personnel, reprenait le dessus. Ariipuia n'est certainement pas une beauté. C'est une vieille femme dure comme le cuir, à l'œil vif et acéré, et dont le regard diabolique correspond très bien à son caractère. On dit d'elle qu'elle a tout d'un griffon et, parbleu, elle en a l'air. Elle semble avoir environ 60 ans, mais elle n'a pas encore renoncé aux travers de son sexe. »

— Captaine Henry Byam Martin
Les tentatives de conquête des royaumes voisins des îles Sous-le-Vent cessent après le retrait des troupes françaises, mais la guérilla se poursuit entre français et tahitiens sur Tahiti jusqu'en 1846, date à laquelle le fort Fautaua, place forte des tahitiens, est pris par les français. En février 1847, la reine Pōmare IV rentre d'exil et accepte de gouverner sous le protectorat. Bien que victorieux, les français ne parviennent pas à annexer les îles en raison des pressions diplomatiques exercées par la Grande-Bretagne, de sorte que Tahiti et sa dépendance Moorea continuent d'être placées sous le protectorat français. La Convention de Jarnac est signée par la France et la Grande-Bretagne, dans laquelle les deux puissances s'engagent à respecter l'indépendance de Huahine, Raiatea et Bora-Bora,,.
Pensant que les français chercheront à se venger de leur défaite à Huahine, Teriitaria refusa de retourner à Papeete avec sa nièce en 1847. Elle écrit une lettre à la reine Victoria, datée du 3 février 1847, lui demandant de protéger l'indépendance des îles Sous-le-Vent,. L'alliance traditionnelle des familles chefs des îles de la Société est appelée hau pahu rahi ("gouvernement du grand tambour") ou hau feti'i ("gouvernement de la famille"). Cette alliance est mise à rude épreuve lorsque les français tentent de la présenter comme une preuve de la domination de la reine Pōmare IV sur le reste des îles. Pour souligner la nature durable du hau feti'i, Teriitaria adopte le deuxième fils de la reine Pōmare IV, Terātane, comme héritier du trône de Huahine et le nomme Teriitaria. Au lieu de devenir le prochain roi de Huahine, ce garçon succédera un jour à sa mère en tant que roi Pōmare V,,. Elle est également la mère adoptive de Ninito Teraʻiapo Sumner (morte en 1898), l'une des petites-filles de Tati qui se fiancera au prince Moses Kekūāiwa, elle arriva à Hawaï après la mort de ce dernier d'une rougeole en 1848 et se maria plus tard dans la famille Sumner, très en vue à Hawaï.

### Destitution
Entre 1851 et 1854, elle perd le contrôle de Huahine. La succession devient confuse à ce moment de l'histoire, et les historiens ont eu du mal à reconstituer les détails exacts de la transition du pouvoir,,.
En 1850, les partisans de Teriitaria détruisent la cargaison et la plantation du commerçant européen John Brander pour avoir refusé de payer les droits de port. Une commission de fonctionnaires français, américains et britanniques contraint la reine à payer une restitution de 287 dollars, collectés dans tous les districts de Huahine. Teriitaria est destituée le 26 décembre 1851 par les gouverneurs, la noblesse et le peuple de Huahine. Dans une lettre adressée au consul britannique, le peuple de Huahine cite les raisons de sa déposition, notamment la saisie de terres, la punition de personnes sans tenir compte de ses propres lois et l'oppression des étrangers. Le petit-fils de Mahine, Ari'imate Teurura'i (1824-1874), est choisi comme nouveau roi le 5 janvier 1852 en remplacement de la reine déchue.

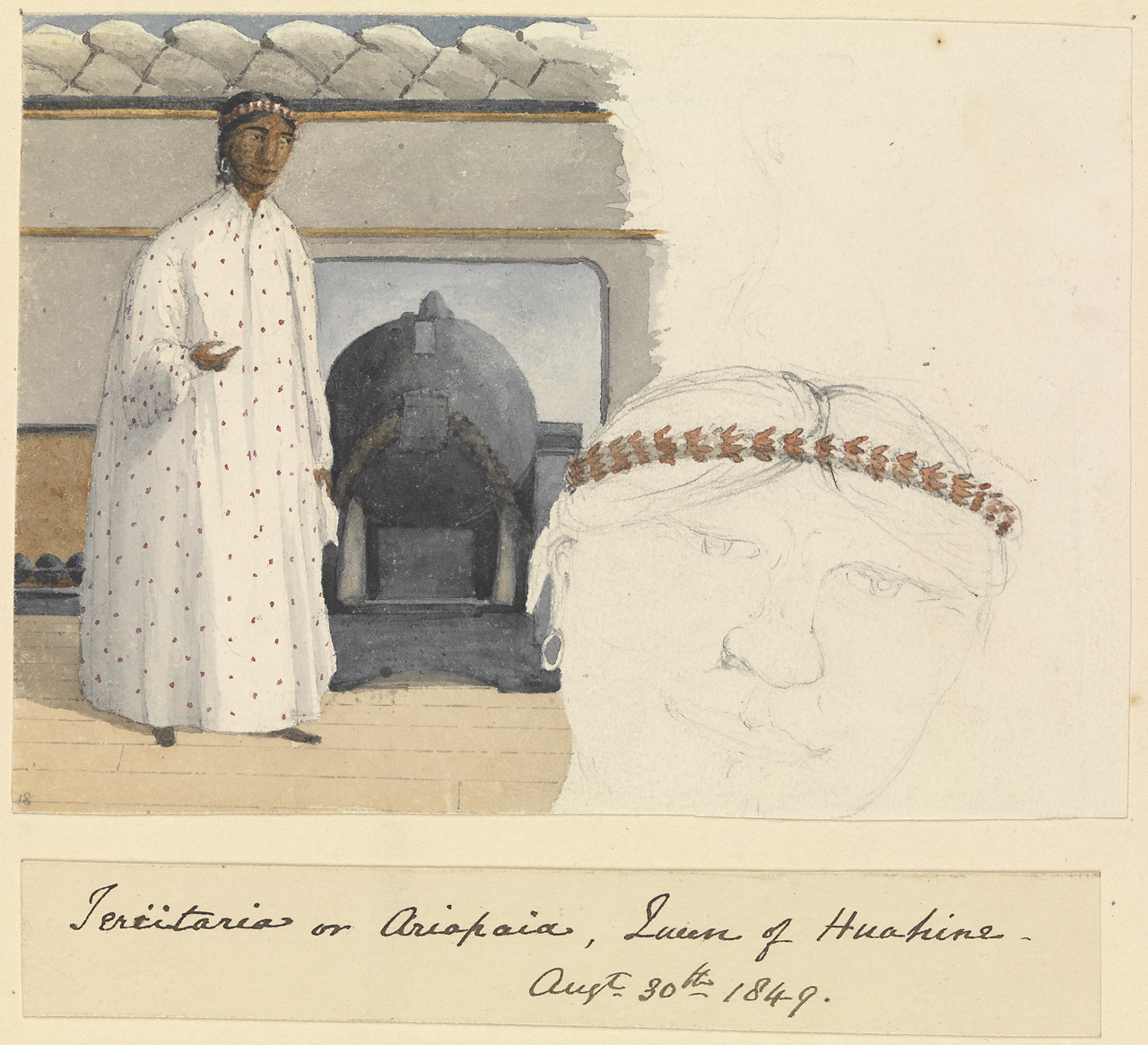
Teriitaria, Reine de Huahine le 30 août 1849 à bord du HMS Daphne, par Edward Gennys Fanshawe.

En 1852, une guerre civile éclate à Huahine et le missionnaire de la LMS Charles Barff rédige des rapports détaillés sur les bouleversements politiques. Entre juin et septembre, une rébellion est organisée par Otave, le conseiller du roi. Otave a contribué à la destitution de Teriitaria en faveur de Teurura'i, mais il cherche maintenant à s'élever au rang de roi sous le nouveau nom de Kianmarama (le règne de la lune). La rébellion est brièvement réprimée par Teurura'i lors d'une bataille le 29 septembre, au cours de laquelle deux rebelles trouvent la mort et de nombreux autres sont exilés à Raiatea ou à Tahiti. Paoua, l'un des rebelles exilés à Tahiti, revient le 31 octobre et feint de se soumettre à Teururai. Cependant, il envoie secrètement un message aux rebelles de Raiatea pour qu'ils rentrent à Huahine au milieu de la nuit, relançant ainsi la rébellion. Les rebelles attaquent Teururai le 18 décembre et les combats se poursuivent jusqu'au 7 janvier 1853, date à laquelle les deux parties acceptent de négocier un règlement pacifique du conflit. Les rebelles demandent que le fils adoptif de Teriitaria soit installé comme nouveau monarque de Huahine, ce que Teurura'i et ses partisans acceptent également. Un traité daté du 11 janvier 1853 est rédigé et signé par les deux parties et envoyé aux gouverneurs français et aux consuls britanniques de Tahiti. Teriitaria et son fils adoptif sont rappelés le 15 juin et regagnent l'île sur un bateau à vapeur français. Malgré les promesses répétées de tous les insulaires de respecter le traité, les hostilités reprennent, Teriitaria "continuant à proférer des menaces incessantes d'attaque contre Teururai". Les partisans de Teriitaria furent les premiers à attaquer le village de Teururai. Malgré leur supériorité numérique, Teriitaria et ses partisans sont vaincus à l'issue d'une violente bataille le 18 mars 1854,: neuf "Tériitariens" sont tués et dix sont blessés, tandis que les forces de Teururai ne comptent que six blessés. Le lendemain, Paoua est envoyé par Teriitaria pour se rendre et abandonner ses armes et sa poudre à canon. Le 26 mars, le vapeur français emmène les vaincus à Tahiti, y compris la reine deux fois déchue et son fils adoptif, en tant que "prisonniers de guerre".
Entre 1852 et 1860, le médecin de marine français Gilbert Henri Cuzent note : « Terii-Taria, vieille reine de Huahine qui, restée sans postérité, a été détrônée il n'y a pas encore longtemps pour faire place à un de ses neveux. » ou encore « Terii-Taria, ancienne reine de Huahine qui, laissée sans postérité, a été détrônée il y a peu pour laisser la place à l'un de ses neveux. ». Ari'imate son neveu par alliance, épouse sa nièce paternelle qui règne plus tard de plein droit sous le nom de Tehaʻapapa II en 1868,.
Dans Histoire de Huahine et autres îles Sous-le-Ventécrite par le Père Joseph Chesneau de 1907 à 1914 en collaboration avec Pascal Marcantoni, une histoire alternative de Huahine est donnée. Le règne de Teriitaria se termine avant la guerre franco-tahitienne et son successeur immédiat s'appelle la reine Teuhe I (épouse du fils de Mahine, Taaroarii) et Chesneau la désigne comme la reine qui a combattu les français à Maeva. Selon ce récit historique alternatif, Teuhe I est suivie par Ma'ihara Temari'i (1822-1877), qui règne également sous le nom de Teriitaria (ce qui ajoute à la confusion) et cette Teriitaria a été destituée par son frère Ari'imate le 18 mars 1854,.
Selon le missionnaire britannique John Barff, la destitution de Teriitaria est due à l'érosion du pouvoir traditionnel de la classe des ariʻi et à l'agitation civile de la classe des libres ra'atira. Ils s'opposent à « l'empiétement des chefs suprêmes sur les pouvoirs des gouverneurs de district et à l'insécurité des biens résultant de la poursuite de l'ancienne pratique selon laquelle les chefs se permettaient de prendre de la nourriture dans les plantations de leurs sujets quand ils le souhaitaient. ».
Teriitaria meurt à Papeete en 1858, au palais royal, en présence de sa sœur et de sa nièce,.
Reine de Tahiti. Troisième épouse du roi Pōmare II, mariée en 1812, elle est enterrée aux côtés de sa sœur cadette et de sa nièce.